# میتلا
میتلا (به لاتین: Mitla) دومین سایت باستان شناسی مهم در ایالت اوآخاکا در مکزیک و مهمترین مکان فرهنگ زاپوتک است. این سایت در 44 کیلومتری شهر اوآخاکا، در انتهای بالایی دره Tlacolula، یکی از سه دره سرد و مرتفع که منطقه دره مرکزی ایالت را تشکیل می‌دهند، واقع شده است.
این مکان باستان‌شناسی در ارتفاع ۴۸۵۵ فوتی (۱۴۸۰ متری)، احاطه‌شده توسط کوه‌های سیرا مادره دل سور، در شهرداری مدرن سن پابلو ویلا د میتلا قرار دارد. در 24 مایلی (38 کیلومتر) جنوب شرقی شهر اواکساکا قرار دارد. در حالی که مونته آلبان از نظر سیاسی مهم‌ترین مرکز زاپوتک بود، میتلا در دوره‌های بعدی با تسلط میکستک‌ها به مرکز مذهبی اصلی تبدیل شد.
نام میتلا از نام ناهواتلی Mictlán گرفته شده است که به معنای "محل مردگان" یا "دنیای زیرین" است. نام Zapotec آن Lyobaa است که به معنای "محل استراحت" است. نام Mictlán به Mitla ترجمه شد. این مکان به‌عنوان یک مکان مقدس توسط زاپوتک‌ها تأسیس شد، اما معماری و طرح‌ها نیز تأثیر میکستک‌ها را نشان می‌دهد که در زمان اوج استقرار میتلا در این منطقه برجسته شده بودند.
در میان مکان‌های باستانی میان‌آمریکا، میتلا جایگاهی منحصر به فرد دارد. ویژگی بارز این مکان، موزاییک‌کاری پیچیده و طرح‌های هندسی آن است که تمام سطوح، از مقبره‌ها و پانل‌ها گرفته تا فریزها و حتی دیوارهای کامل مجموعه را می‌پوشاند. شیوه ساخت این موزاییک‌ها در مکزیک بی‌همتاست؛ قطعات ریز سنگی به دقت تراشیده و صیقل داده شده‌اند و بدون استفاده از ملات در کنار هم قرار گرفته‌اند. این تکنیک خاص، میتلا را به مکانی یگانه در معماری باستانی مکزیک تبدیل کرده است.

## تاریخچه سایت تاریخی
دره اواکساکا، با آب و هوای سرد و خشک خود، توانسته مکان‌های باستانی با قدمتی تا ده هزار سال را حفظ کند. میتلا، یکی از این مکان‌های باستان‌شناسی به خوبی حفظ شده، نمونه‌ای از این میراث کهن است. زاپوتک‌ها پیش از آغاز هزاره اول در این دره سکونت گزیدند و طی قرن‌ها، جامعه‌ای سلسله مراتبی تحت هدایت نخبگان بنا نهادند. گرچه دره نسبتاً منزوی بود، اما زاپوتک‌ها با سایر اقوام میان‌آمریکایی در ارتباط بودند. این ارتباط را می‌توان در تبادلات فرهنگی، تکنیک‌های سفالگری و دیگر تأثیرات متقابل میان این مردمان مشاهده کرد.